# Jesse Sergent
Jesse Sergent (Feilding, 8 luglio 1988) è un ex ciclista su strada e pistard neozelandese che ha corso per varie squadre. È stato professionista dal 2011 al 2016.

## Carriera
Nel 2008 ai Giochi olimpici di Pechino vince la medaglia di bronzo dell'inseguimento a squadre in quartetto con Sam Bewley, Hayden Roulston e Marc Ryan. Ai campionati del mondo, sempre nell'insegimento su pista, ottiene anche due argenti individuali, nel 2010 e nel 2011, e due bronzi a squadre, nel 2009 e nel 2010.
Nel biennio 2009-2010 gareggia anche su strada, tra le file della squadra Under-23 Trek-Livestrong. Passa professionista all'inizio della stagione 2011 con il Team RadioShack, dopo che negli ultimi mesi della stagione precedente era stato sotto contratto come stagista. Nella sua prima annata da pro ottiene cinque successi, tra cui una tappa e la classifica finale della Tre Giorni delle Fiandre Occidentali e una frazione all'Eneco Tour.
Dal 2012 veste la divisa del team lussemburghese RadioShack-Leopard; con questa squadra partecipa al Giro d'Italia 2012. Nello stesso anno prende parte anche ai Giochi olimpici di Londra, vincendo nuovamente, in quartetto con Sam Bewley, Westley Gough e Marc Ryan, la medaglia di bronzo dell'inseguimento a squadre.

## Palmarès

### Pista
- 2009

4ª prova Coppa del mondo 2008-2009, Inseguimento individuale (Pechino)
Campionati oceaniani 2010, Inseguimento individuale
Campionati oceaniani 2010, Americana (con Tom Scully)
2ª prova Coppa del mondo 2009-2010, Inseguimento individuale (Melbourne)
- 2010

2ª prova Coppa del mondo 2010-2011, Inseguimento a squadre (Cali, con Sam Bewley, Westley Gough e Marc Ryan)
- 2011

Campionati oceaniani 2012, Inseguimento individuale
Campionati oceaniani 2012, Inseguimento a squadre (con Sam Bewley, Aaron Gate e Marc Ryan)
2ª prova Coppa del mondo 2011-2012, Inseguimento a squadre (Cali, con Sam Bewley, Aaron Gate e Marc Ryan)

### Strada
- 2010

Prologo Cascade Classic
3ª tappa Tour of the Gila
- 2011 (Team RadioShack, cinque vittorie)

Prologo Tre Giorni delle Fiandre Occidentali (Middelkerke, cronometro)
Classifica generale Tre Giorni delle Fiandre Occidentali
4ª tappa Eneco Tour (Roermond > Roermond, cronometro)
4ª tappa Tour du Poitou-Charentes (Châtellerault > Châtellerault, cronometro)
Classifica generale Tour du Poitou-Charentes
- 2014 (Trek Factory Racing, una vittoria)

5ª tappa Österreich-Rundfahrt (Matrei in Osttirol > Sankt Johann im Pongau)

#### Altri successi
- 2011

Classifica giovani Tre Giorni delle Fiandre Occidentali
Classifica giovani Tour du Poitou-Charentes

## Piazzamenti

### Grandi Giri
- Giro d'Italia

2012: 139º
2013: 153º
- Vuelta a España

2014: 131º

### Classiche monumento
- Milano-Sanremo

2013: 130º
2016: 133º
- Giro delle Fiandre

2014: ritirato
2015: ritirato
2016: 57º
- Parigi-Roubaix

2012: 66º
2013: 80º
2014: 120º
2016: 53º

### Competizioni mondiali
- Campionati del mondo su strada

Mendrisio 2009 - Cronometro Under-23: 34º
Copenaghen 2011 - Cronometro Elite: 18º
Limburgo 2012 - Cronosquadre: 8º
Limburgo 2012 - Cronometro Elite: 23º
Limburgo 2012 - In linea Elite: ritirato
Toscana 2013 - Cronometro Elite: 21º
Ponferrada 2014 - Cronometro Elite: 12º
Richmond 2015 - Cronometro Elite: 35º
Richmond 2015 - In linea Elite: ritirato
- Campionati del mondo su pista

Palma di Maiorca 2007 - Omnium: 10º
Pruszków 2009 - Inseguimento individuale: 5º
Pruszków 2009 - Inseguimento a squadre: 3º
Ballerup 2010 - Inseguimento individuale: 2º
Ballerup 2010 - Inseguimento a squadre: 3º
Apeldoorn 2011 - Inseguimento individuale: 2º
- Giochi olimpici

Pechino 2008 - Inseguimento a squadre: 3º
Londra 2012 - Inseguimento a squadre: 3º